# The Tracey Fragments
The Tracey Fragments è un film drammatico psicologico canadese del 2007 diretto da Bruce McDonald e scritto da Maureen Medved. Basato sull'omonimo romanzo di Medved del 1998, vede Ellen Page nei panni di Tracey Berkowitz che esplora la città alla ricerca del fratello scomparso, presentato in una narrazione non lineare e in formato schermo diviso.

## Produzione
McDonald ha letto il libro e lo ha definito "come un Giovane Holden contemporaneo", e ha contattato Medved, che ha scritto una prima bozza di sceneggiatura utilizzata nel film. McDonald ha deciso di utilizzare tecniche multiframe e formato a schermo diviso con immagini a mosaico, ispirandosi a fonti diverse come Il caso Thomas Crown, Lo strangolatore di Boston, un video dei Beastie Boys e i dipinti di Piet Mondrian. Utilizzando fino a otto fotogrammi contemporaneamente, McDonald voleva mostrare la natura frammentata della mente di Tracey e offrire "finestre" nella sua coscienza, quindi ogni sezione dello schermo offre una diversa prospettiva o angolazione della telecamera della stessa scena.

### Casting
La prima scelta di McDonald è stata Ellen Page, e inizialmente gli ha parlato quando aveva 15 anni, la stessa età del personaggio. L'attore gli era stato consigliato da Daniel MacIvor e Wiebke von Carolsfeld, lo scrittore e regista del film del 2002 in cui Page recita, Marion Bridge. A quel tempo, Page ha detto di non sentirsi ancora pronto per la parte, che è stata descritta come "un estenuante ritratto di una ragazza che soffre di tutto, dagli abusi psichiatrici al quasi stupro". La sua decisione è andata bene, poiché McDonald non è stato in grado di aumentare il finanziamento fino a quando Page non è diventato un po' più grande.

### Riprese e montaggio
Le riprese principali sono iniziate all'inizio del 2006 con l'adattamento del romanzo. Le riprese sono durate 14 giorni per un periodo di quattro settimane nella primavera del 2006 e si sono svolte a Toronto, Brantford e nei sobborghi di Hamilton, Ontario. Il direttore della fotografia Steve Cosens ha girato il film su Panasonic DVX100 a un frame rate di 24p, con pellicola da 35 mm. La post-produzione ha richiesto quasi nove mesi, insieme a tre editor che lavoravano su due Mac utilizzando Apple Final Cut Pro.

## Colonna sonora
La colonna sonora, pubblicata il 13 maggio 2008, contiene musiche del gruppo indie rock canadese Broken Social Scene. La colonna sonora include anche Fembots, Slim Twig, Duchess Says, Rose Melberg e "Land Horses", una cover di "Horses" di Patti Smith di Elizabeth Powell di Land of Talk.
| Numero            | Titolo                             | Esecutore/i | Durata  |
| ----------------- | ---------------------------------- | --- | ------- |
| 1.                | "Horses"                           | Broken Social Scene | 2:07    |
| 2.                | "Cut Up"                           | Duchess Says | 3:18    |
| 3.                | "Don't Wanna Be Your Man"          | Fembots | 2:47    |
| 4.                | "Each New Day"                     | Rose Melberg | 2:41    |
| 5.                | "Drop in the Mercury"              | Broken Social Scene | 3:15    |
| 6.                | "Who's Gonna Know Your Name (666)" | Fembots | 3:16    |
| 7.                | "Gate Hearing!"                    | Slim Twig | 4:33    |
| 8.                | "Oh Lord, My Heart"                | The Deadly Snakes | 3:10    |
| 9.                | "Hallmark"                         | Broken Social Scene | 3:49    |
| 10.               | "Gone Or Missing"                  | Broken Social Scene | 2:43    |
| 11.               | "Needle in the Head"               | Broken Social Scene | 2:50    |
|                   |                                    | \| Lunghezza totale: \| Lunghezza totale: \| Lunghezza totale: \| \| ----------------- \| ----------------- \| ----------------- \| | 34 min. |
| Lunghezza totale: |                                    | |         |

## Distribuzione
The Tracey Fragments è stato selezionato per aprire la sezione Panorama del 57 ° Festival Internazionale del Cinema di Berlino e ha avuto la sua prima mondiale l'8 febbraio 2007. È stato distribuito in Canada da Odeon Films, mentre le vendite mondiali sono state affidate a Bavaria Films International. Ha avuto la sua premiere in Nord America al Toronto International Film Festival 2007 il 12 settembre. L'uscita nelle sale canadesi è seguita il 2 novembre 2007. Il film è stato anche proiettato come parte di una serie speciale al Museum of Modern Art il 14 e 18 marzo 2008. È stato acquistato per gli Stati Uniti da THINKFilm ed è uscito il 9 maggio 2008, dopo la sua premiere all'AFI Film Festival di Los Angeles nel novembre 2007.
Il film è stato una produzione a film a basso costo e ha incassato 33183 $ in 4 sale.

### Accoglienza
Il sito web di recensioni cinematografiche Rotten Tomatoes riporta che il 42% di 38 recensioni critiche sono positive per il film, con una valutazione media di 5,11 / 10. Il consenso critico del sito recita: "Splitscreen intensivo e talvolta ambiguo, questo veicolo di Ellen [sic] Page con psicodramma corre rischi audaci che possono confondere". Metacritic ha calcolato un punteggio medio ponderato di 54 su 100, sulla base di 10 recensioni, citando "recensioni miste o medie".
Boston Herald ha definito le immagini del film "affascinanti e ambiziose", e la narrazione è "come un origami, piegato e ripiegato su se stesso", aggiungendo che "dovrebbe essere visto da chiunque sia interessato all'arte del cinema e all'arte della recitazione cinematografica di bravura. È anche un ulteriore promemoria del fatto che Page è la cosa reale, ma lo sapevamo già. AO Scott del New York Times ha scritto: "Nelle mani di un regista dalla mentalità più letterale, The Tracey Fragments avrebbe potuto essere triste e insopportabile, una cronaca di florida autocommiserazione giustificata da una crudeltà arbitraria. Invece è feroce, enigmatica e toccante. Alcuni di questi hanno a che fare con Ms. Page, che sembra essere ovunque in questi giorni sulla scia di Juno (che è stato girato dopo The Tracey Fragments) e che incarna brillantemente l'intelligenza precoce sotto varie forme di costrizione. Mentre l'intera gamma di traumi che colpisce Tracey non sembra del tutto plausibile, Ms. Page non è mai meno convincente. " VA Musetto del New York Post ha applaudito "l'approccio ad alto numero di ottano" di McDonald e "la performance audace di Page ". Peter Howell di Toronto Star è stato positivo nei confronti del film, elogiando la performance di Page ed etichettando il film come "un orologio duro, ma gratificante per coloro che sono aperti alla sperimentazione". La Playlist ha iniziato la sua recensione scrivendo il film "si sta polarizzando nella blogosfera, non tanto per le tecniche frammentate del film, ma più a causa dell'attrice di temi caldi Ellen Page il cui ruolo in Juno, sembrava provocare molte ire di molti blogger e critici da poltrona che evidentemente odiano le ragazze adolescenti che si degnano di parlare con toni pop-culturali ", affermando che la tecnica dello schermo diviso" non era odiosa come sembra "ma era" sia efficace che irritante a volte e probabilmente farà o distruggerà il film per il pubblico ". Hanno concluso: "Le performance sono forti, le immagini sono sorprendenti e romantiche, la musica è tipicamente evocativa ma sottile, e nonostante la premessa oscura, è molto più divertente e giocosa di quanto dovrebbe essere." Wesley Morris del Boston Globe ha notato che Page era "una combinazione straordinaria: il Bizarro Natalie Wood e il Bizarro Mercoledì Addams" in un film che "non si assesta mai su un tono emotivo". Joe Neumaier ==Collegamenti esterni==del New York Daily News ha dato al film una recensione negativa, riferendosi al film come "un'acrobazia stridente che suona come un progetto di scuola di cinema, tagliando una storia blanda in un milione di minuscoli pezzi irritanti". Ha anche affermato che Page "deve abbandonare il morso di Juno intelligente e recitare la sua [sic] età". Scrivendo per Reelviews, James Berardinelli ha commentato: "Questa storia non eccezionale e poco interessante di un adolescente autocommiserante dalla personalità borderline rasenta l'essere inguardabile come risultato della decisione di McDonald di bombardare il pubblico con immagini estranee invece di raccontare la storia ".
Nella sua recensione su DVD, James Musgrove di IGN ha detto che Page "affronta un altro ruolo intenso e ricco di sfumature", e "non è mai stata un'attrice [sic] per rifuggire da ruoli diversi e impegnativi, interpretandoli sempre con talento e dedizione impeccabili. . Signore e signori, l'ha fatto di nuovo! " Musgrove ha trovato gli extra "più o meno accettabili". In conclusione, Musgrove ha scritto "Non per tutti, ma rilevante per tutti. Non c'è una persona viva che non si sia sentita come se il mondo stesse crollando intorno a loro, ed è qui che possiamo veramente entrare in empatia con Tracey. Questo film potrebbe far grattarsi la testa a certi spettatori, ma senza l'approccio audace che ha avuto, forse non sarebbe niente in confronto a quello che è diventato. Guardalo, se non altro per la fantastica performance di Page". Un'altra recensione di DVD è arrivata da Noel Murray del The A.V. Club, che pensava che senza il "gioco visivo", la storia "non sarebbe stata poi così eccezionale" e "L'approccio al collage di McDonald è incostante, ci sono momenti in The Tracey Fragments esilaranti come tutti gli ultimi cinema indipendente ".